# Roman Alpern
Roman Alpern (1887–1918) – profesor chemii oraz członek Polskiego Towarzystwa Chemicznego. 

## Życiorys
Ukończył studia na Uniwersytecie Nancy we Francji, po czym podjął pracę w laboratorium Charlesa Weizmanna na Uniwersytecie w Manchesterze, gdzie najprawdopodobniej został rekomendowany przez Ernesta Rutherforda. Wspólnie z Weizmanem opublikował pracę na temat aminokwasów. W 1915 r. ukazała się „Krótka preparatyka nieorganiczna” autorstwa Fredericka Mollwo Perkina w tłumaczeniu Alperna.
Ponadto Alpern interesował się buddyzmem, co zaowocowało przekładem oraz komentarzami do książki z 1912 roku pt. „Dharma, czyli wzniosłe życie” pod pseudonimem Aphthartos. 
Roman Alpern zmarł w 1918 roku na gruźlicę. Został pochowany w Warszawie, skąd pochodziła jego rodzina.